# キアゲン
キアゲン（QIAGEN N.V.）は、DNA、RNAやタンパク質の生体からの抽出・解析などに関連する試薬・体外診断薬および分子診断機器を提供するバイオテクノロジー企業。本社をオランダ・フェンローに、オペレーション本部をドイツ・ノルトライン＝ヴェストファーレン州・Hildenに置き、世界25カ国以上に現地法人を持つ。フランクフルト証券取引所およびニューヨーク証券取引所に上場している（FWB: QIA、NYSE: QGEN）。

## 沿革
1984年11月、ドイツ・デュッセルドルフの医療系大学であるハインリッヒ・ハイネ大学（HHU）の研究者2名により、デュッセルドルフで設立された。1986年、細胞内のリング状DNA分子であるプラスミドの調製に必要な時間を従来の2-3日から2時間に短縮する抽出キットを発表することで注目を集め、1996年6月、フェンローに持株会社を設立しNASDAQに株式を上場、また同年から精製を自動化するオートメーション機器の製造を開始した。
1997年にフランクフルト証券取引所にも株式を上場、1999年にアメリカ合衆国のベクトン・ディッキンソンとのジョイントベンチャーである「PreAnalytiX GmbH」を設立、2001年にRNAやDNAの安定した精製を可能とするPAXgeneを発表、鳥インフルエンザが世界的な流行を見せた2005年には対応する検査キットを開発した。2007年にアメリカ・メリーランド州に拠点を持つDigene Corporationを買収、2009年にイギリス・マンチェスターに拠点を持つDxS Ltdを買収した。
2015年11月、次世代シーケンシングGeneReader NGS Systemを発表、2018年1月、NASDAQ上場の株式をニューヨーク証券取引所に移した。2020年3月、アメリカの分析機器メーカーのサーモフィッシャーサイエンティフィックがキアゲンの買収を発表したが、株主の反対により同年8月中止された。
2022年にはポーランドに拠点を持つBLIRT SAを買収した
今日、キアゲンの売上の5割近くが南北アメリカ地域、3割強がヨーロッパ地域、2割が日本を含むアジア・太平洋地域となっている。

## 日本法人
日本法人「株式会社キアゲン」（QIAGEN K.K.）は、1997年に設立された。東京（勝どき）に本社オフィス、大阪市に営業所を持ち、分子診断ラボ、製薬企業やバイオテクノロジー企業、また法医学や動物・食品の検査、医薬品の品質管理などを目的とした遺伝子検査を実施する顧客に製品を提供している。